# Toronto Blessing
De Toronto Blessing is een opwekkingsbeweging die aan het begin van de jaren 1990 begon in de Vineyard Airport Church in Toronto, Canada. De voorganger van de Vineyard Airport Church was John Arnott.
In de beweging wordt de nadruk gelegd op de uitstorting van de Heilige Geest maar vooral op de 'openbaring van het Vaderhart van God'. Volgens voorstanders heeft de beweging vooral impact gehad vanwege die openbaring, maar de Toronto Blessing is vooral bekend geworden wegens zijn charismatische uitingen, met extatische en lichamelijke manifestaties, zoals vallen en schudden 'in de (Heilige) Geest'. Veel kerken en gemeenten (ook in Nederland) stonden kritisch tegenover deze beweging. Vooral fixatie op al dan niet bewezen geruchten over excessen hebben tot veel controverse geleid. Zo poogde Peter Helms na zijn bezoek aan Toronto de Nederlandse gelovigen rijp te maken voor het 'lachen in de Geest' en tot het maken van dierengeluiden.
Nadat John Wimber afstand nam van de Toronto Blessing, ging de kerk in Toronto zelfstandig verder als Toronto Airport Christian Fellowship (TACF).

## Toronto-beweging in Nederland
Ook vanuit Nederland hebben mensen een bezoek gebracht aan de TACF. Niet zonder resultaat, want in de loop van de tijd hebben in Nederland naar schatting zo'n honderd charismatische gemeenten 'Toronto' omarmd, onder andere in de Beréa Beweging, waar veel sympathisanten van de beweging te vinden waren. Ondanks het feit dat de discussie rondom het onderwerp heeft geleid tot scheuring in diverse kerken, zijn in een aantal gemeenten elementen uit de Toronto Blessing als gemeengoed aanvaard. Zo is het vallen of rusten in de Geest in verscheidene gemeenten een geaccepteerd verschijnsel, wat overigens op sommige plaatsen al jaren zo was.
De christelijke zendingsorganisatie Jeugd met een Opdracht haalde Arnott en zijn team in 1994 naar Nederland. In Zwolle en Veenendaal volgden bijeenkomsten. Vanwege de onconventionele manifestaties (reacties van mensen op de Heilige Geest), had een deel van de bezoekers grote moeite met wat er tijdens de samenkomsten gebeurde. Daarom boden Bart Doornweerd en Warren Lancaster, beiden leiders bij Jeugd met een Opdracht, na afloop van de bijeenkomst in Zwolle, in een open brief aan de voorgangers in Nederland, hun excuses aan, omdat zij geen verdeeldheid hadden willen veroorzaken.
Vanuit de Toronto Blessing kwam wel een nieuwe netwerk van kerken voort, genaamd Partners in Harvest (PIH). Dit netwerk van kerken bestaat uit plaatselijke gemeentes die weer deel uitmaken van verschillende denominaties. Ook in Nederland zijn diverse gemeentes daarvan deel uit gaan maken, (in Ermelo, Montfoort, Mijdrecht, Den Haag, Middelburg, Rilland en Rotterdam). Daarnaast werd Friends in Harvest (FIH) opgericht. Nederland telt drie leden van FIH, twee gemeenten (Den Haag, Maastricht) en een organisatie (Ommen). In deze gemeenten ontstond grote openheid voor 'nieuwe dingen van de Heilige Geest', waaronder het soaken.